# Cavendishia gomezii
Cavendishia gomezii är en ljungväxtart som beskrevs av J.L. Luteyn. Cavendishia gomezii ingår i släktet Cavendishia och familjen ljungväxter. Inga underarter finns listade i Catalogue of Life.